# Rhomphaea
Genre
Rhomphaea est un genre d'araignées aranéomorphes de la famille des Theridiidae.

## Distribution
Les espèces de ce genre se rencontrent en Amérique, en Afrique, en Asie, en Océanie et en Europe.

## Liste des espèces
Selon World Spider Catalog (version 26, 20/02/2025) :
- Rhomphaea aculeata Thorell, 1898
- Rhomphaea affinis Lessert, 1936
- Rhomphaea altissima Mello-Leitão, 1941
- Rhomphaea angulipalpis Thorell, 1877
- Rhomphaea annulipedis Yoshida & Nojima, 2010
- Rhomphaea barycephalus (Roberts, 1983)
- Rhomphaea birgitae (Strand, 1917)
- Rhomphaea brasiliensis Mello-Leitão, 1920
- Rhomphaea ceraosus (Zhu & Song, 1991)
- Rhomphaea cometes L. Koch, 1872
- Rhomphaea cona (González & Carmen, 1996)
- Rhomphaea fictilium (Hentz, 1850)
- Rhomphaea hyrcana (Logunov & Marusik, 1990)
- Rhomphaea irrorata Thorell, 1898
- Rhomphaea jacko Tharmarajan & Benjamin, 2022
- Rhomphaea labiata (Zhu & Song, 1991)
- Rhomphaea lactifera Simon, 1909
- Rhomphaea longicaudata O. Pickard-Cambridge, 1872
- Rhomphaea marani Tharmarajan & Benjamin, 2022
- Rhomphaea martini Tharmarajan & Benjamin, 2022
- Rhomphaea metaltissima Soares & Camargo, 1948
- Rhomphaea nasica (Simon, 1873)
- Rhomphaea oris (González & Carmen, 1996)
- Rhomphaea ornatissima Dyal, 1935
- Rhomphaea palmarensis (González & Carmen, 1996)
- Rhomphaea paradoxa (Taczanowski, 1873)
- Rhomphaea pignalitoensis (González & Carmen, 1996)
- Rhomphaea procera (O. Pickard-Cambridge, 1898)
- Rhomphaea projiciens O. Pickard-Cambridge, 1896
- Rhomphaea recurvata (Saaristo, 1978)
- Rhomphaea rostrata (Simon, 1873)
- Rhomphaea sagana (Dönitz & Strand, 1906)
- Rhomphaea shanthi Tharmarajan & Benjamin, 2022
- Rhomphaea sinica (Zhu & Song, 1991)
- Rhomphaea sjostedti Tullgren, 1910
- Rhomphaea tanikawai Yoshida, 2001
- Rhomphaea triangula (Thorell, 1887)
- Rhomphaea urquharti (Bryant, 1933)
- Rhomphaea velhaensis (González & Carmen, 1996)

Selon World Spider Catalog (version 23.5, 2023) :
- † Rhomphaea gibbifera Wunderlich, 2004

## Systématique et taxinomie
Ce genre a été décrit par L. Koch en 1872 dans les Scytodidae. Il est placé en synonymie avec Argyrodes par Levi et Levi en 1962. Il est relevé de synonymie par Yoshida en 2001.

## Publication originale
- L. Koch, 1872 : Die Arachniden Australiens. Nürnberg, vol. 1, p. 105-368 (texte intégral).